# Garry Valk
Garry Valk (* 27. November 1967 in Edmonton, Alberta) ist ein ehemaliger kanadischer Eishockeyspieler, der im Verlauf seiner aktiven Karriere zwischen 1984 und 2003 unter anderem 838 Spiele für die Vancouver Canucks, Mighty Ducks of Anaheim, Pittsburgh Penguins, Toronto Maple Leafs und Chicago Blackhawks in der National Hockey League auf der Position des linken Flügelstürmers bestritten hat.

## Karriere
Garry Valk begann seine Karriere im Jahr 1984 bei den Sherwood Park Crusaders in der Alberta Junior Hockey League, ehe er 1987 ins Eishockeyteam der University of North Dakota in die National Collegiate Athletic Association wechselte. In insgesamt 121 Partien erreichte er 105 Punkte und erhielt 227 Strafminuten. Valk wurde beim NHL Entry Draft 1987 von den Vancouver Canucks in der sechsten Runde an insgesamt 108. Position ausgewählt. In der Saison 1990/91 lief er in 64 NHL-Spielen für die Canucks auf und sammelte 21 Scorerpunkte. In derselben Spielzeit absolvierte er zudem 13 Partien für die Milwaukee Admirals in der International Hockey League und ließ sich 16 Punkte gutschreiben. Auch in den folgenden zwei Jahren zählte der Kanadier zum Stammkader der Canucks und qualifizierte sich mit der Mannschaft für die Play-offs, in denen die Mannschaft spätestens in der zweiten Runde aus dem Wettbewerb ausschied. Zur Saison 1993/94 verließ er das Franchise und schloss sich den Mighty Ducks of Anaheim an.
Bei den Kaliforniern konnte er sich innerhalb kurzer Zeit einen Stammplatz erspielen und erzielte in seiner ersten Spielzeit 45 Punkte für die Ducks. Valk lief auch in der Folgezeit regelmäßig für die Südkalifornier aufs Eis, konnte dabei jedoch nicht an seine früheren Leistungen anknüpfen und verpasste mit der Mannschaft jeweils die Play-offs. 1997 wechselte er zu den Pittsburgh Penguins, bei denen er in 56 NHL-Spielen zehn Punkte erzielte. Ein Jahr später gaben ihn diese zu den Toronto Maple Leafs ab. Dort gelang ihm nochmals eine Leistungssteigerung und qualifizierte sich mit den Maple Leafs für die Endrunde. Nachdem in den ersten beiden Runden die Philadelphia Flyers und Pittsburgh Penguins besiegt wurden, unterlag das Team im Conference-Finale in fünf Spielen gegen die Buffalo Sabres.
Im Folgejahr erreichte der Flügelspieler mit der Mannschaft mit fünf Punkten Vorsprung vor den Ottawa Senators den ersten Rang in der Northeast Division. In den Play-offs unterlag das Team schließlich in sechs Partien gegen die New Jersey Devils. Für die Saison 2002/03 stand er für die Norfolk Admirals aus der American Hockey League und die Chicago Blackhawks auf dem Eis. Danach beendete Valk seine aktive Karriere.

## Karrierestatistik
(Legende zur Spielerstatistik: Sp oder GP = absolvierte Spiele; T oder G = erzielte Tore; V oder A = erzielte Assists; Pkt oder Pts = erzielte Scorerpunkte; SM oder PIM = erhaltene Strafminuten; +/− = Plus/Minus-Bilanz; PP = erzielte Überzahltore; SH = erzielte Unterzahltore; GW = erzielte Siegtore; 1 Play-downs/Relegation; Kursiv: Statistik nicht vollständig)